# 竹内絢子
竹内 絢子（たけうち あやこ、8月19日 - ）は、日本の女性声優。千葉県出身。ピアレスガーベラ所属。アミューズメントメディア総合学院声優学科卒業。血液型はAB型。以前はメディアフォースに所属していた。

## 出演
太字はメインキャラクター。

### テレビアニメ
2014年
- 少年ハリウッド -HOLLY STAGE FOR 49-（太田加奈）

2015年
- 赤髪の白雪姫（薬屋の女房）
- アルスラーン戦記（女）
- おそ松さん（2015年 - 2016年、レンタル彼女、女社員、母）
- ガッチャマン クラウズ インサイト（木村えりん）
- NARUTO -ナルト- 疾風伝（2015年 - 2016年、カヤ、アイノ）
- ハイキュー!! セカンドシーズン（月島の母、白福雪絵）

2016年
- アイドルメモリーズ（女子生徒、宮崎）
- 亜人（泉の母、対亜オペレーター）
- 坂本ですが?（女子生徒）
- デジモンユニバース アプリモンスターズ（姉崎マネージャー）

2018年
- レイトン ミステリー探偵社 〜カトリーのナゾトキファイル〜（サマンサ）
- BORUTO-ボルト- -NARUTO NEXT GENERATIONS-（ニュースキャスター）
- キャプテン翼（第4作）（2018年 - 2024年、立花政夫、松本香、シュナイダーの母、山岡由美子） - 2シリーズ

2019年
- モブサイコ100 II（最上の母、バーの女性客、親A）
- ヴィンランド・サガ（アーレの母）
- サザエさん

2020年
- フルーツバスケット（女中）

2021年
- ゴジラ S.P ＜シンギュラポイント＞（金原さとみ、町内会長）
- ヴァニタスの手記（2021年 - 2022年、婦人A、アストルフォの母） - 2シリーズ

2022年
- 薔薇王の葬列（召使A）

2023年
- 火狩りの王（照三の母）

### 劇場アニメ
- 映画 ベルセルク 黄金時代篇I - III（2012年 - 2013年、アンナ） - 3部作
- BORUTO -NARUTO THE MOVIE-（2015年、ニュースキャスター）
- 交響詩篇エウレカセブン ハイエボリューション1（2017年、ヴォダラク母）
- 劇場版 はいからさんが通る 前編 〜紅緒、花の17歳〜（2017年、親戚）
- ジョゼと虎と魚たち（2020年）

### OVA
- ギヴン うらがわの存在（2021年、司会者） - コミックス第7巻DVD付き限定版

### Webアニメ
- ぶらどらぶ（2021年、マイのママ）
- T・Pぼん（2024年、ぼんの母） - 2シリーズ[一覧 3]
- 『BLUE PROTOCOL』 Side Story（2024年、the Bapharian emperor）

### ゲーム
- いけにえと雪のセツナ（2016年、ジュリオン）
- ベルセルク無双（2016年、アンナ、グリフィス〈幼少時〉、民 他）
- キャプテン翼ZERO 〜決めろ！ミラクルシュート〜（2018年、立花政夫[4]）
- キャプテン翼 RISE OF NEW CHAMPIONS（2020年、立花政夫）
- BLUE PROTOCOL[5]（2023年）

### 特撮
- ウルトラマンブレーザー（2023年、カナン星人・ハービーの声）

### 吹き替え

#### 映画
- アイアン・スカイ
- 悪魔のいけにえ レザーフェイス一家の逆襲（ヴァーナ・カーソン〈マリリン・バーンズ〉）
- あの日の声を探して（ライッサ）
- アリスのままで（アナ・ハウランド＝ジョーンズ〈ケイト・ボスワース〉）
- AUTUMN（母親）
- イコライザー（マンディ〈ヘイリー・ベネット〉）
- インターンシップ
- 陰謀の代償 N.Y.コンフィデンシャル（ローレン・ブリッジス〈ジュリエット・ビノシュ〉）
- エアポート2010（ペーターゼン）
- エリア0＜ゼロ＞（ジリアン・モリス）
- エンド・オブ・ウォッチ（ララ）
- 狼たちの処刑台（アリス・フランプトン警部補〈エミリー・モーティマー〉）
- グレイヴ・エンカウンターズ2（テッサ〈ステファニー・ベネット〉）
- 最高の家族の見つけかた（レベッカ〈アナ・ケンドリック〉）
- サイボーグ・シティ（モリー）
- ジェイソン・ボーン（ヘザー・リー〈アリシア・ヴィキャンデル〉）
- ジュラシック・ワールド（Mガイド女）
- ジョン・ウィックシリーズ
  - ジョン・ウィック（ヘレン〈ブリジット・モイナハン〉）
  - ジョン・ウィック:チャプター2（ヘレン〈ブリジット・モイナハン〉[6]）
  - ジョン・ウィック:パラベラム（アカウント部の女性〈マーガレット・デイリー〉[7]）
- センター・オブ・ジ・アース ワールド・エンド（エイブラハム）
- タワーリング・インフェルノ ※BSジャパン版
- チャーリー・モルデカイ 華麗なる名画の秘密（農家の娘）
- ドルフ・ラングレン ザ・リベンジャー（キム〈モニーク・ガンダートン〉）
- ハンガー・ゲーム FINAL: レジスタンス（D13 システムオペレーター #3〈ブレアン・カウチ〉）
- ピクセル（宇宙人マドンナ）
- 羊飼いと屠殺者（キャスリーン・マレー〈アンドレア・ライズボロー〉）
- ビリオネア・ボーイズ・クラブ（シドニー・エヴァンス〈エマ・ロバーツ〉）
- フライング・ギロチン（郭白蘭〈リー・モン〉）
- ブレイキング・ポイント（ドリス〈ジーン・トリプルホーン〉）
- フローズン・グラウンド（アリー・ハルコム〈ラダ・ミッチェル〉）
- ベロニカは死ぬことにした（マリ〈メリッサ・レオ〉）
- ホームラン 人生の再試合（カレン）
- マシンガン・プリーチャー（デイジー〈キャシー・ベイカー〉）
- ムーンライズ・キングダム
- 乱気流 〜タービュランス・アタック〜（サマンサ）
- ランナウェイ/逃亡者（レベッカ・オズボーン〈ブリット・マーリング〉）
- ルビー・スパークス
- REBEL MOON: パート1 炎の子（ネメシス〈ペ・ドゥナ〉[8]）
- ロボコップ（リズ・クライン〈ジェニファー・イーリー〉）
- ワイルド・ルーザー（アリ〈アドリアーナ・ウガルテ〉）

#### テレビドラマ
- アメリカン・ホラー・ストーリー: 精神科病棟（テレサ・モリソン〈ジェナ・ディーワン〉）
- アラン使道伝（アラン〈シン・ミナ〉）
- 美男ですね（ワン・コーディ）
- 王の顔（キム貴人〈キム・ギュリ〉）
- 救命医ハンク4 セレブ診療ファイル
- 階伯〔ケベク〕
- CSI:ニューヨーク8
- ゾウズ・フー・キル3 殺意の深層
- 相続者たち（ユ・ラヘル〈キム・ジウォン〉）
- 孫子《兵法》大伝（ハクジョ〈リー・ユイ〉）
- チュノ 〜推奴〜（ユンジ）
- トライアングル（ファン・シネ〈オ・ヨンス〉）
- 馬医（チョビ）
- ハウス・オブ・カード 野望の階段（クリスティーナ・ギャラガー〈クリステン・コノリー〉、レイチェル・ポスナー〈レイチェル・ブロズナハン〉）
- 火の女神ジョンイ（シム・ファリョン〈ソ・ヒョンジン〉[9]）
- ブラック・ミラー
- ブロードチャーチ〜殺意の町〜（ベス・ラティマー〈ジョディ・ウィテカー〉）※DVD版
- リターンド／RETURNED（アデル・ウェルテル〈クロティルド・エスム〉[10]）
- リゾーリ&アイルズ2（アビー・シャーマン）
- ロイヤルファミリー（ケリー・キム）

#### アニメ
- スーパーヒーロー・パンツマン
- フィッシュ・レース（コーデリア）
- フィッシュ・レース2（コーデリア）
- バンザイ! キング・ジュリアン（クローバー、クリムゾン）

### ボイスオーバー
- ナショナルジオグラフィックチャンネル

### ラジオCM
- ラジオ大阪「岩田光央・鈴村健一 スウィートイグニッション」

### ナレーション
- 美男ですね プロモーション
- 千年太后（番組ナレーション）

### 映画
- GSワンダーランド（エキストラ）

### シリーズ一覧
1. ↑  シーズン1（2018年 - 2019年） 、シーズン2『ジュニアユース編』（2023年 - 2024年）
2. ↑  第1クール（2021年）、第2クール（2022年）
3. ↑  シーズン1（2024年）、シーズン2（2024年）